# Shaolin quan
O termo Shaolin Quan (Chinês tradicional: 少林拳; pinyin: Shàolín Quan) se refere aos estilos e técnicas de kung fu desenvolvidos pelos monges do Templo Shaolin.
Shaolin é um mosteiro budista que fica na província de Henan, na China.
Uma destas técnicas é o Punho de Shaolin (ou punho da jovem floresta), caracterizado por sua destreza, velocidade e potência. Para seu aprendizado, o aluno deve ter muita disciplina.
Não há evidências conclusivas de quem criou o Shaolin Quan, nem quando foi criado. Algumas pessoas dizem que foi desenvolvida por Bodhidharma, um monge indiano que veio à China 30 anos depois de Batuo, outros dizem que a prática iniciou-se antes de Bodhidharma. Mas estudiosos dizem que o Shaolin Kung Fu não deve ser atribuído a uma só pessoa, pois foi criado e desenvolvido pelos monges do monastério ao longo dos anos, com base em formas populares antigas.
O "Shaolin Quan" é tido como o estilo "mãe" de todos os outros estilos que carregam o nome "Shaolin", como o Bei Shaolin (Shaolin do Norte), Nan Shaolin (Shaolin do Sul) e muitos outros.

## História

### Artes marciais chinesas antes de Shaolin
Os registros históricos chineses, como os "Anais da Primavera e Outono de Wu e Yue", "Bibliografias no livro da Dinastia Han", "Registros do Grande Historiador" e outras fontes documentais atestam a existência de artes marciais na China por milênios. Por exemplo, a arte chinesa de luta corpo a corpo shuai jiao precede o estabelecimento do templo Shaolin em centenas de anos. Como os monastérios geravam muita riqueza, eles necessitavam de proteção. Descobertas históricas atestam que, desde antes do templo Shaolin, os monges possuíam armas e praticavam artes marciais. Em 1784, o livro "Boxe clássico: métodos essenciais de boxe" fez a mais antiga referência atualmente existente citando o templo Shaolin como local de origem do boxe chinês. Esta concepção na verdade está incorreta, mas mostra a importância histórica do templo Shaolin.

### Dinastias do Sul e do Norte (420–589)

#### Estabelecimento do templo Shaolin
Bodidarma é, tradicionalmente, considerado o criador do zen e seu primeiro patriarca. De acordo com a lenda, ele começou o treinamento físico dos monges do mosteiro Shaolin, o que levou à criação do kung fu shaolin. No Japão, Bodidarma é conhecido como Daruma.
Em 495, o templo Shaolin foi construído no monte Song, na província de Henan. O primeiro monge que pregou o budismo lá foi o monge indiano Buddhabhadra (佛陀跋陀罗; Fótuóbátuóluó), simplesmente chamado Batuo (跋陀) pelos chineses. Registros históricos atestam que os dois primeiros discípulos chineses de Batuo, Huiguang (慧光) e Sengchou (僧稠), possuíam excepcionais habilidades marciais. Por exemplo, a habilidade de Sengchou com o bastão de metal está documentado no cânone chinês. Depois de Buddhabhadra, o monge Bodidarma (菩提达摩; Pútídámó), descrito como de origem centro-asiática ou sul-asiática (Índia), e simplesmente chamado de Damo (达摩) pelos chineses, chegou a Shaolin em 527. Seu discípulo chinês, Huike (慧可), também era um perito em artes marciais. Existem indícios de que esses três primeiros monges shaolins, Huiguang, Sengchou e Huike, podem ter exercido a carreira militar antes de entrar na vida monástica.

#### Influência de Bodidarma
Alguns historiadores populares consideram que Bodidarma, o primeiro patriarca do budismo chinês, teve uma importante influência no kung-fu shaolin.
A ideia de que Bodidarma influenciou o boxe de Shaolin se baseia num manual de qigong escrito durante o século XVII: o I Chin Ching (1624), escrito pelo taoista que adotava o pseudônimo "Homem da coagulação púrpura do caminho". Um dos prefácios do livro narra a sucessão desde Bodidarma até o general chinês Li Jing através de "uma cadeia de santos budistas e heróis marciais". O livro está repleto de erros anacrônicos e até inclui um popular personagem da ficção chinesa, Qiuran Ke ("Herói de barba de arbusto",虬髯客), como mestre de linhagem. Desde a era Qing, eruditos notaram esses erros. Ling Tinkang (1757–1809) descreveu o autor como "um ignorante mestre de vila".

### Dinastias Sui e Tang (581–907): monges soldados shaolins
Durante o curto período da dinastia Sui (581–618), as pedras fundamentais do kung-fu shaolin ganharam forma oficial, e os monges shaolins começaram a criar sistemas de combate próprios. Os dezoito métodos de Luohan, com um forte sabor budista, começaram a ser praticados pelos monges shaolins nessa época. Posteriormente, eles serviram de base para a criação de métodos shaolins mais sofisticados. Os monges shaolins desenvolveram grandes habilidades marciais, e isso continuou até o fim da dinastia Sui.
Como toda mudança dinástica, o fim da dinastia Sui foi um período de grande agitação e disputa pelo trono. A mais antiga evidência da participação shaolin em combates é uma estela de 728 que faz referência a dois acontecimentos: uma defesa do monastério contra bandidos por volta do ano 610, e seu papel na derrota de Wang Shichong na batalha de Hulao em 621. Wang Shichong se autodeclarou imperador, e controlou o estado de Zheng e a antiga capital de Luoyang. Dominando Luoyang, no monte Huanyuan, estava a Propriedade do Vale do Cipreste, que abrigara um forte durante a Dinastia Jin (265-420) e uma unidade militar durante a dinastia Qi do Sul. O imperador sui Yang Jian concedeu a propriedade do mosteiro Shaolin aos monges, mas Wang Shichong, percebendo seu valor estratégico, se apoderou do mosteiro e alojou soldados nele, estabelecendo uma prefeitura chamada Yuanzhou. Além disso, reuniu um exército em Luoyang para marchar contra o templo Shaolin.
Os monges shaolins se aliaram ao inimigo de Wang, Li Shimin, e retomaram a Propriedade do Vale do Cipreste, derrotando as tropas de Wang e capturando seu sobrinho, Renze. Sem o forte do Vale do Cipreste, nada impedia que Li Shimin marchasse sobre Luoyang depois da derrota do aliado de Wang, Dou Jiande, na batalha de Hulao, forçando Wang Shichong à rendição. O pai de Li Shimin, Gaozu de Tang, foi o primeiro imperador Tang, e Li Shimin se tornou o segundo, Taizong de Tang. A partir de então, o mosteiro Shaolin gozou da proteção do governo Tang.
Embora a estela de 728 do mosteiro Shaolin ateste os incidentes em 610 e 621, quando os monges se envolveram em combates, ela não faz alusão ao treinamento marcial no mosteiro, ou a qualquer técnica marcial que os monges tenham desenvolvido. Também não existem fontes dos períodos Tang, Song e Yuan que façam referência ao treinamento marcial no mosteiro. De acordo com Meir Shahar, isso se explica pela confluência da mania de enciclopédias militares no final do período Ming e, mais importante, pelo alistamento militar de civis irregulares, inclusive monges, como resultado do declínio militar Ming no século XVI. Evidências documentais e de estelas mostram que os monges reverenciavam a forma "rei Kimnara" do bodisatva Vajrapani como o criador dos estilos de mãos nuas e bastão do templo.

### Dinastia Ming (1368–1644)
Do século VIII ao XV, não existem documentos que atestem a participação shaolin em combates. Nos séculos XVI e XVII, ao menos quarenta documentos atestam que os monges shaolins não apenas praticavam artes marciais, mas que a prática marcial havia se tornado um elemento fundamental do mosteiro. Referências às artes marciais shaolins aparecem em vários gêneros literários do final do período Ming: epitáfios dos monges guerreiros shaolins, manuais de artes marciais, enciclopédias militares, escritos históricos, livros de viagens, ficção e até poesia.
Essas fontes, em contraste com as do período Tang, se referem a métodos de combate shaolin sem armas, com a lança, e com a arma shaolin mais famosa: o bastão. Em meados do século XVI, peritos militares do país inteiro viajavam a Shaolin para aprender suas técnicas.
Por volta de 1560, Yu Dayou viajou a Shaolin para aprender suas técnicas, mas ele as achou decepcionantes. Yu retornou ao sul com dois monges, Zongqing e Pucong, a quem ele ensinou o uso do bastão pelos três anos seguintes. Em seguida, os dois monges retornaram ao templo e ensinaram lá as técnicas de bastão que haviam aprendido. O historiador de artes marciais Tang Hao diz que o estilo de bastão Interceptação dos Cinco Tigres se originou dos ensinamentos de Yu.
O mais antigo manual existente de kung-fu shaolin, "Exposição do método de bastão shaolin original", foi escrito por volta de 1610 e publicado em 1621 com base no aprendizado de dez anos do autor Chéng Zōngyóu no mosteiro.
Condições de ausência de lei em Henan - onde o mosteiro se localiza - e nas províncias adjacentes durante o final da dinastia Ming e todo o período Qing contribuíram para o desenvolvimento de artes marciais. Meir Shahar lista as artes marciais tai chi chuan, boxe da família Chang, baguazhang, hsing-i chuan e pa chi chuan como originárias dessa região e desse período.

#### Piratas
Da década de 1540 à década de 1560, piratas conhecidos como Wakō assolaram o litoral chinês numa escala sem precedentes.
O geógrafo Zheng Ruoceng fornece fontes detalhadas do século XVI que confirmam que, em 1533, Wan Biao, vice-comissário em chefe da comissão militar chefe de Nanquim, iniciou a convocação militar de monges - inclusive alguns de Shaolin - para lutar contra os piratas. Guerreiros monges participaram em ao menos quatro batalhas: a da baía de Hancheu na primavera de 1553, a do delta do rio Huangpu em Wengjiagang em julho de 1553, a de Majiabang na primavera de 1554 e a de Taozhai no outono de 1555.
Os monges sofreram sua maior derrota em Taozhai, onde quatro deles morreram em combate; seus restos foram enterrados sob a Estupa dos Quatro Guerreiros Heróis (Si yi seng ta) no monte She, perto de Xangai.
Os monges conseguiram sua maior vitória em Wengjiagang. Em 21 de julho de 1553, 120 guerreiros monges liderados pelo monge shaolin Tianyuan derrotaram um
grupo de piratas e perseguiram os sobreviventes por mais de dez dias e vinte milhas. Os piratas sofreram mais de cem baixas e os monges apenas quatro.
Nem todos os monges que lutaram em Wengjiagang eram de Shaolin, e as rivalidades cresceram entre eles. Zheng que relata que Tianyuan derrotou oito monges rivais de Hangzhou que desafiaram seu comando. Zheng qualificou Shaolin como o melhor dos três principais centros de artes marciais budistas. Zheng qualificou Funiu, em Henan, como o segundo melhor, e o monte Wutai, em Xanxim, como o terceiro melhor. Os monges de Funiu praticavam técnicas de bastão que eles haviam aprendido em Shaolin. Os monges de Wutai praticavam a lança da família Yang (楊家槍; pinyin: Yángjiā qiāng).

## Descrição
O templo Shaolin deixou dois legados: Chan (禅), que se refere ao zen, a religião de Shaolin, e Quan (拳), que se refere à arte marcial de Shaolin. Em Shaolin, essas duas disciplinas não são separadas, e os monges sempre buscam a unificação entre chan e quan (禅拳合一; chan quan he yi). Numa visão mais profunda, quan é considerado parte de chan. Como disse o monge shaolin Suxi em seus últimos momentos de vida, "Shaolin é chan, não quan".
No lado quan (marcial), o conteúdo é abundante, e costuma ser classificado assim:
1) técnicas básicas (基本功; jīběn gōng): incluem energia, flexibilidade e equilíbrio, que desenvolvem a capacidade de o corpo executar movimentos marciais. No kung-fu shaolin, exercícios de flexibilidade e equilíbrio são conhecidos como "exercícios de criança" (童子功; tóngzǐ gōng), os quais são classificados em dezoito posturas.
2) técnicas de poder (气功; qìgōng), que incluem:
- meditação de qigong. Pode ser de dois tipos: interna (内; nèi), que é uma meditação estacionária, e externa (外; wài), que são meditações dinâmicas como o exercício de quatro partes de Shaolin (si duan gong), baduanjin (八段锦; bā duàn jǐn), I Chin Ching (易筋经; yì jīn jīng) e outros.
- as 72 artes: incluem 36 exercícios suaves e 36 exercícios duros, que são conhecidos como qigong suave e qigong duro.

3) técnicas de combate (拳法; quánfǎ, "habilidades"): incluem várias técnicas de combate com e sem armas.

### Estilos
Como os usuais sistemas marciais chineses, os métodos shaolins de combate são ensinados através de formas (套路; tàolù), as quais se agrupam em estilos. O kung-fu shaolin possui centenas de estilos. Na dinastia Qing (1644–1911), os monges shaolins escolheram os cem melhores estilos do kung-fu shaolin. Em seguida, eles reduziram a lista para os dezoito estilos mais famosos. Os estilos mais famosos do kung-fu shaolin são:
- dezoito mãos de arhat (罗汉十八手; luóhàn shíbā shǒu): é tido como o estilo mais antigo.
- estilo da enchente (洪拳; hóngquán): com a forma pequena (小洪拳; xiǎo hóngquán), conhecida como filha dos estilos, e a forma grande (大洪拳; dà hóngquán), conhecida como mãe dos estilos.
- estilo explosivo (炮拳; pàoquán): conhecido como o rei dos estilos.
- estilo dos braços penetrantes (通臂拳; tōngbìquán)
- estilo da porta da mente e do coração da guarda longa e sete estrelas  (七星 & 长护心意门拳; qī xīng & cháng hù xīn yì mén quán)
- estilo da flor de ameixeira (梅花拳; méihuāquán)
- estilo do sol brilhante e voltado para  (朝&昭 阳拳; cháo & zhāo yáng quán)
- estilo do arhat (罗汉拳; luóhànquán): é o estilo mais representativo.
- estilo do vajrapani (金刚拳; jīn'gāngquán)
- estilo de longo alcance do imperador (太祖长拳; tàizǔ chángquán): é tido como o estilo mais gracioso.
- estilo das seis partidas (六合拳; liùhéquán)
- estilo suave (柔拳; róuquán)
- estilo mental  (心意拳; xīnyìquán)
- estilos imitativos (象形拳; xiàngxíngquán): incluem dragão, tigre, leopardo, águia, macaco, louva-a-deus etc.
- estilo do bêbado (醉拳; zuìquán)

e muitos outros.

### Kung-fu interno e externo
Huang Zongxi descreveu as artes marciais em termos de artes de Shaolin ou "externas" versus artes de Wudang ou "internas" em 1669. Desde então, o kung-fu shaolin tornou-se sinônimo de arte marcial chinesa externa, quer o estilo em questão tenha algo a ver com o mosteiro de Shaolin ou não. Alguns dizem que não existe diferença entre artes marciais internas e externas, enquanto outros conhecidos professores afirmam o contrário. Por exemplo, o professor de tai chi chuan Wu Jianquan diz:

Aqueles que praticam shaolinquan pulam com força e energia; pessoas que não são proficientes nesse tipo de treinamento logo perdem o fôlego e ficam exaustas. O taichi não é assim. Ele procura a calma de corpo, mente e intenção.

## Influência em outros estilos marciais
Algumas linhagens de caratê possuem tradições orais que reivindicam origens em Shaolin. Tradições marciais no Japão, Coreia, Sri Lanka e sudeste asiático citam influência chinesa transmitida por monges budistas.
Recentes desenvolvimentos no século XX como o Shorinji Kempo (少林寺拳法) praticado no Sohonzan Shorinji (金剛禅総本山少林寺) no Japão ainda mantêm laços estreitos como o mosteiro Shaolin por razões históricas. O shorinji kempo foi reconhecido na China em 2003 por sua substancial ajuda financeira ao mosteiro Shaolin.

## Formas

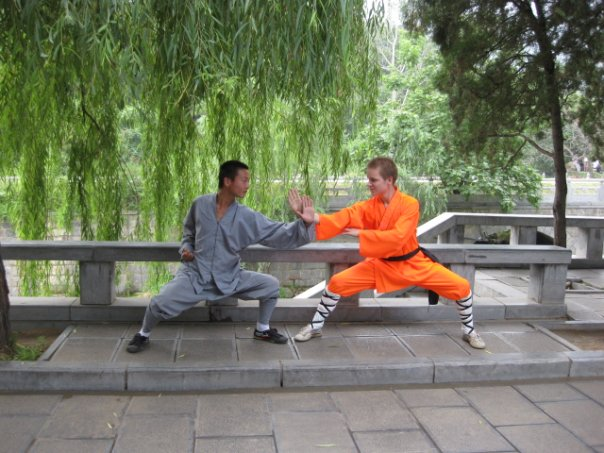
Shaolin quan

De acordo com os antigos livros-guias de Kung-fu escritos no Templo Shaolin, o Shaolin Quan tinha 708 séries de movimentos (Tao Lus), incluindo 552 séries de Quan e 156 de armas, e outras séries como as 72 habilidades únicas, Qi Gong, Chin-Na, Sanshou, Suai Jiao, atacar pontos vitais do corpo etc.
O total de séries existentes de Kung fu é de 545, incluindo 178 séries de Quan, 193 séries de armas, 59 séries de combate, assim como 115 outras séries. Essas formas e habilidades formam um sistema de Kung-fu elaborado, afiliado com a cultura Shaolin.
O Currículo Shaolin, recentemente reconstruído, é composto por mais de 300 formas de mão. É claro que seria necessário mais do que uma vida para dominá-las. Aqui, vamos definir as formas de mãos conforme o Autêntico Instituto Shaolin, que é baseado nos mestres seculares Liu Baoshan, Zhenhai Liu e I Chuan Liang, como ensinado pelo mestre Wu Chanlong. No total, existem apenas 13 (embora alguns podem ter múltiplos caminhos / pontos variáveis):
- Xiao Hong Quan (punho inundação curto)
- Da Hong Quan (punho inundação longo)
- Qixing Quan (punho das sete estrelas)
- Changhu Xinyimenquan (longo dilúvio do coração do lago cheio)
- Luo Han Quan (punho do Arahat/Monge)
- Mei Hua Quan (punho da flor de ameixa)
- Pao Quan (punho de canhão)
- Jingangquan (punho do diamante)
- Taizu Chang Quan (punho longo de Taizu)
- Luo Han Shiba Shou (18 mãos de Arahat)
- Tong Bi Quan (punhos batendo com os braços)
- Liu He Quan (punho das seis harmonias)
- Xin Yi Ba (técnica mente e coração)

Em termos de armas, a ênfase está no bastão Shaolin, mas há uma grande variedade de armas ensinadas, como:
- Bastão: Yin Shou Gun, Shao huo gun, Qi Mei Gun e Damo Gun
- Espada: Damo jian, Long xing jian, Qing long jian e Qi xing jian
- Sabre: Mei hua dao, Hei hu dao, Si men dao e Chan tou dao
- Lança: Hua qiang, Mei hua qiang, Liu he qiang e Luo jia qiang

Entre as armas adicionais, estão a espada Damo, Tridente, facão de cabo longo, chicote, Guai (Muleta), punhais, espadas gancho e muitas mais.